# Danh sách người Do Thái trong Kinh Thánh

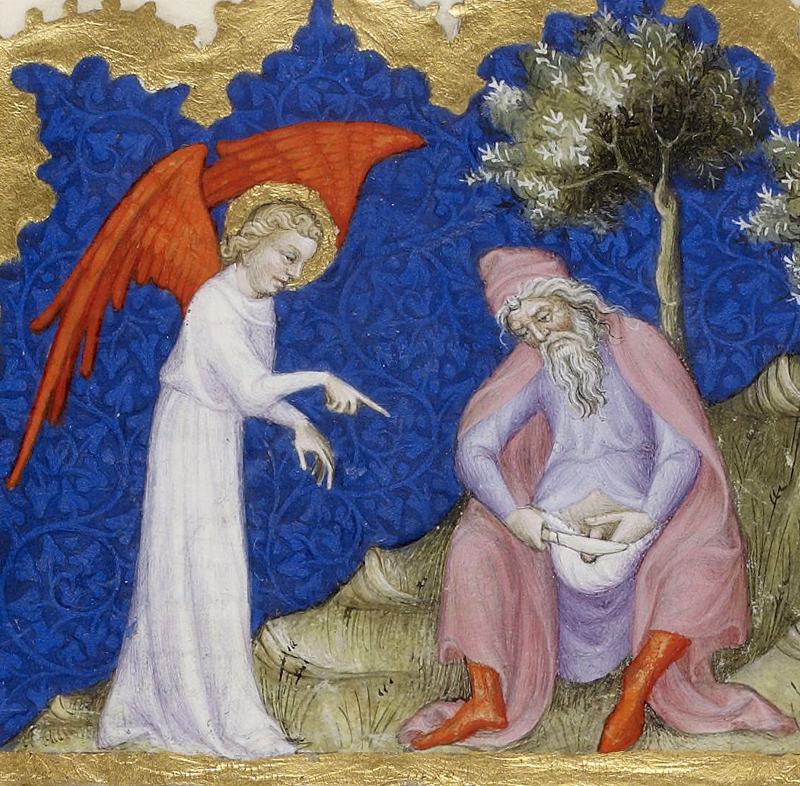
Abraham tổ phụ người do thái cắt bao quy đầu để lập giao ước với Thiên Chúa - tranh vẽ từ thánh kinh của Jean de Sy, ca. 1355-1357

Danh sách người Do Thái trong Kinh Thánh là danh sách những nhân vật Kinh Thánh là người do thái bao gồm cả Kinh Thánh Hebrew hay còn gọi là kinh Cựu Ước, và kinh Tân Ước.

## Kinh Thánh Hebrew

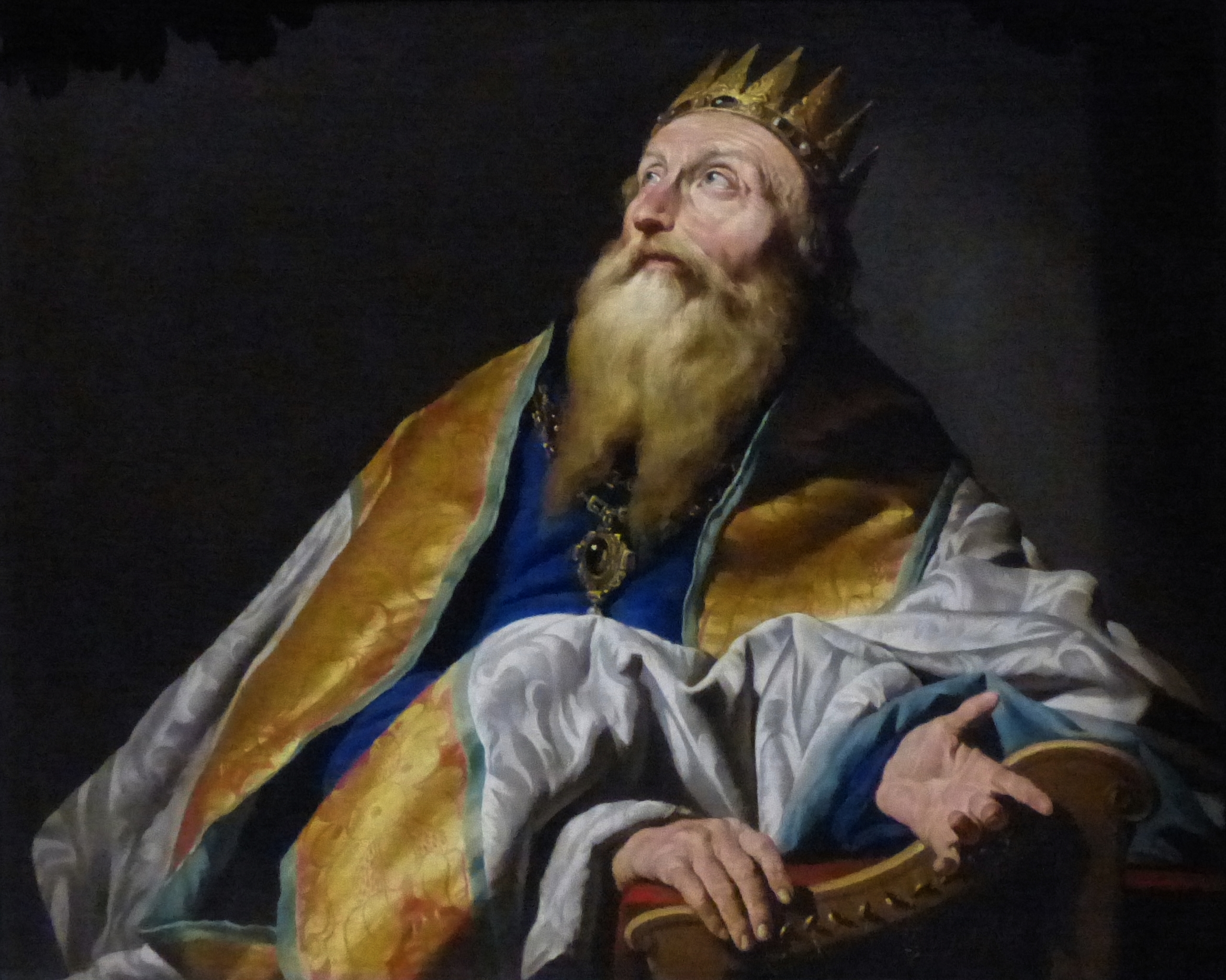
David vị Vua vĩ đại nhất của người do thái - tranh vẽ của họa sĩ lừng danh Matthias Stom

- Aaron, em trai của Moses và Miriam, và đại tư tế đầu tiên
- Abigail, nữ tiên tri vợ Vua David
- Abishai, một trong những vị tướng của vua David và họ hàng thân quyến
- Abner, anh em họ của vua Saul và chỉ huy quân đội của ông, bị ám sát bởi Yoav
- Các bậc tổ phụ Abraham, Isaac và Jacob của người do thái
- Absalom, đứa con trai hoang đàng của vua David
- Amram và Jochebed, cả hai là người Levites, bậc phụ huynh của Moses, Aaron, và Miriam
- Bathsheba, nữ hoàng, vợ vua David, mẹ vua Solomon

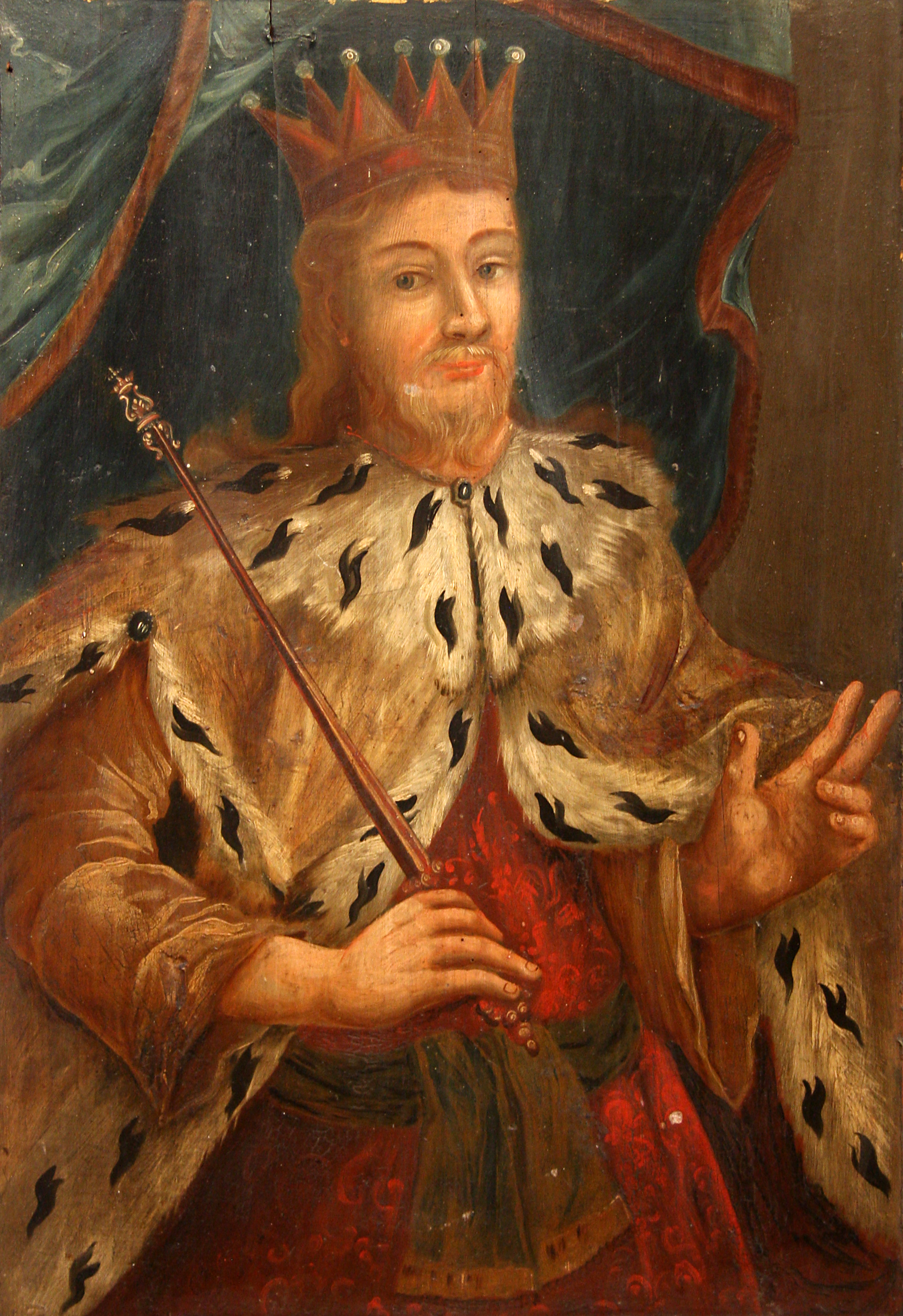
Vua Solomon con trai vua David

- Boaz, ông xã của Ruth và tổ tiên của vua David
- Daniel
- Ezra, Nehemiah và Zerubbabel, nhà tiên tri và nhà lãnh đạo Babylonian captivity và Return to Zion
- Elijah và Elisha, các nhà tiên tri quan trọng đối lập chống phá các ông Vua Israel
- Elkanah và Hannah, phụ huynh của tòa thẩm phán và nhà tiên tri Samuel
- Esther và Mordechai, nữ hoàng Ba Tư, và anh trai họ, cứu người do thái trong ngày tết Purim
- Gedaliah, vị thống đốc cuối cùng của xứ Judea do người Babylon chỉ định, (bị thủ tiêu)
- Gershom và Eliezer, hai cậu ấm của Moses và Zipporah
- Shadrach, Meshach, và Abednego, Mishael, và Azariah (những người bạn lưu vong và bạn bè của Daniel) đã được Nebuchadnezzar ném vào trong lò nướng, nhưng vẫn sống sót"không có mùi khói"
- Hosea, Joel, Amos, Obadiah, Jonah, Micah, Nahum, Habakkuk, Zephaniah, Haggai, Zechariah, Malachi, the Mười hai vị tiên tri nhỏ
- Isaiah, Jeremiah, Ezekiel, những nhà tiên tri chính
- Jeroboam, Nadab, Baasha, Elah, Zimri, Omri, Ahab, Ahaziah, Jehoram, Jehu, Jehoahaz, Jehoash, Jeroboam II, Zachariah, Shallum, Menahem, Pekahiah, Pekah, Hoshea, những ông vua phương Bắc của vương quốc Israel
- Jethro, tư tế xứ Midian, cha của Zipporah, và bố vợ của Moses, cải đạo thành người do thái sau sự kiện núi Sinai
- Jonah, nhà tiên tri trong giai đoạn vương quốc Israel
- Jonathan, quý tử của vua Saul và chém giết với Vua trong trận chiến, người bạn tin cậy của David
- Joshua, Othniel, Ehud, Shamgar, Deborah, Barak, Gideon, Abimelech, Tola, Jair, Jephthah, Ibzan, Elon, Abdon, Samson, và Eli, Samuel, sách quan toà các nhà lãnh đạo sau Maisen và trước các đời Vua
- Vua Saul, Vua David, và Vua Solomon, những vị vua lãnh đạo vương quốc hợp nhất giữa Israel và Judah
- Leah, bà xã của Jacob
- Melchizedek Vua xứ Salem trong thời đại Abraham
- Miriam, tiên nữ là em gái của Moses và Aaron
- Moses, con nuôi của con gái vua ai cập Pharaoh, nhà cách mạng giải phóng người Do Thái thoát khỏi Ai Cập và ký giao ước Torah

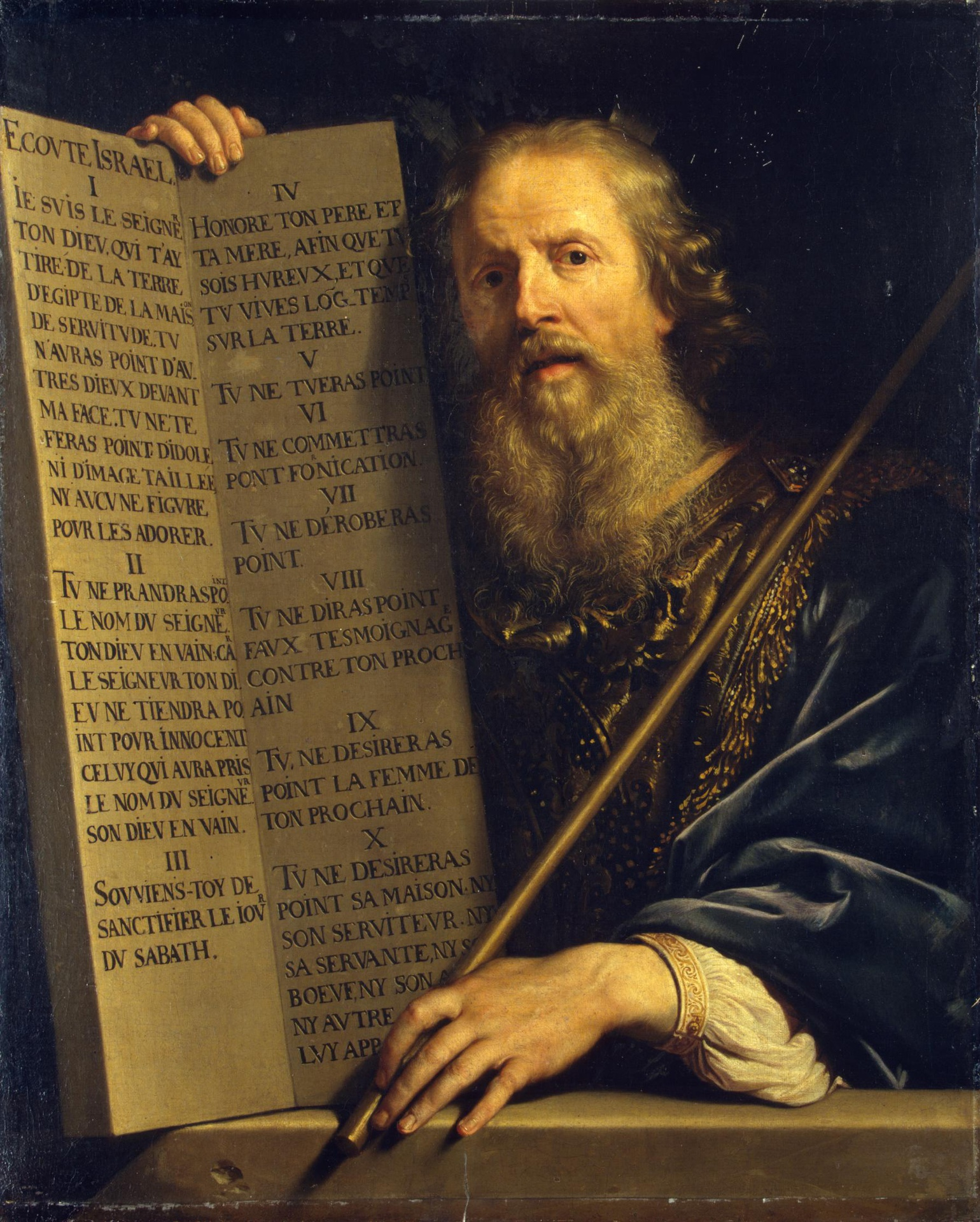
Moses nhà tiên tri vĩ đại nhất của người do thái

- Nathan, tiên tri trong thời vua David
- Neriah nhà tiên tri, và quý tử Baruch thư ký của tiên tri Jeremiah
- Chi tộc Reuben, Bộ lạc Simeon, Bộ tộc Levi, Chi tộc Judah, Bộ lạc Issachar, Bộ tộc Zebulun, Chi tộc Gad, Bộ lạc Asher, Bộ tộc Dan, Chi tộc Naphtali, Bộ lạc Joseph, Bộ tộc Benjamin, mười 12 chi tộc con cháu Israel, các cậu ấm của Jacob gọi là Israel. (Chi tộc Ephraim và Bộ tộc Manasseh, các quý tử của Joseph.
- Rachel, ghệ của Jacob
- Rebecca, vợ của Isaac và má của Esau và Jacob
- Rehoboam, Abijam, Asa, Jehoshaphat, Jehoram, Ahaziah, Athaliah, Jehoash, Amaziah, Uzziah, Jotham, Ahaz, Hezekiah, Manasseh, Amon, Josiah, Jehoahaz, Jehoiakim, Jeconiah, Zedekiah, các ông Vua miền Nam xứ Judah
- Ruth, người Moabite cải đạo làm người do thái và là tổ tiên vua David
- Samuel, quan tòa cuối cùng và nhà tiên tri đầu tiên
- Sarah, Rebekah, Rachel, và Leah, tứ mẫu phụ của người do thái
- Tamar, con dâu, và vợ Judah
- Tamar, con gái David, bị hiếp dâm bởi Amnon
- Yoav, thân quyến vua David, một nhà lãnh đạo quân sự bốc đồng
- Zilpah và Bilhah, vợ bé của Jacob, mẹ của tứ chi tộc trong mười hai chi tộc của người do thái
- Zipporah, bà xã tiên tri Moses, con gái của Jethro, người cải đạo thành người do thái.

## Kinh Tân Ước
- Đức Chúa Jesus

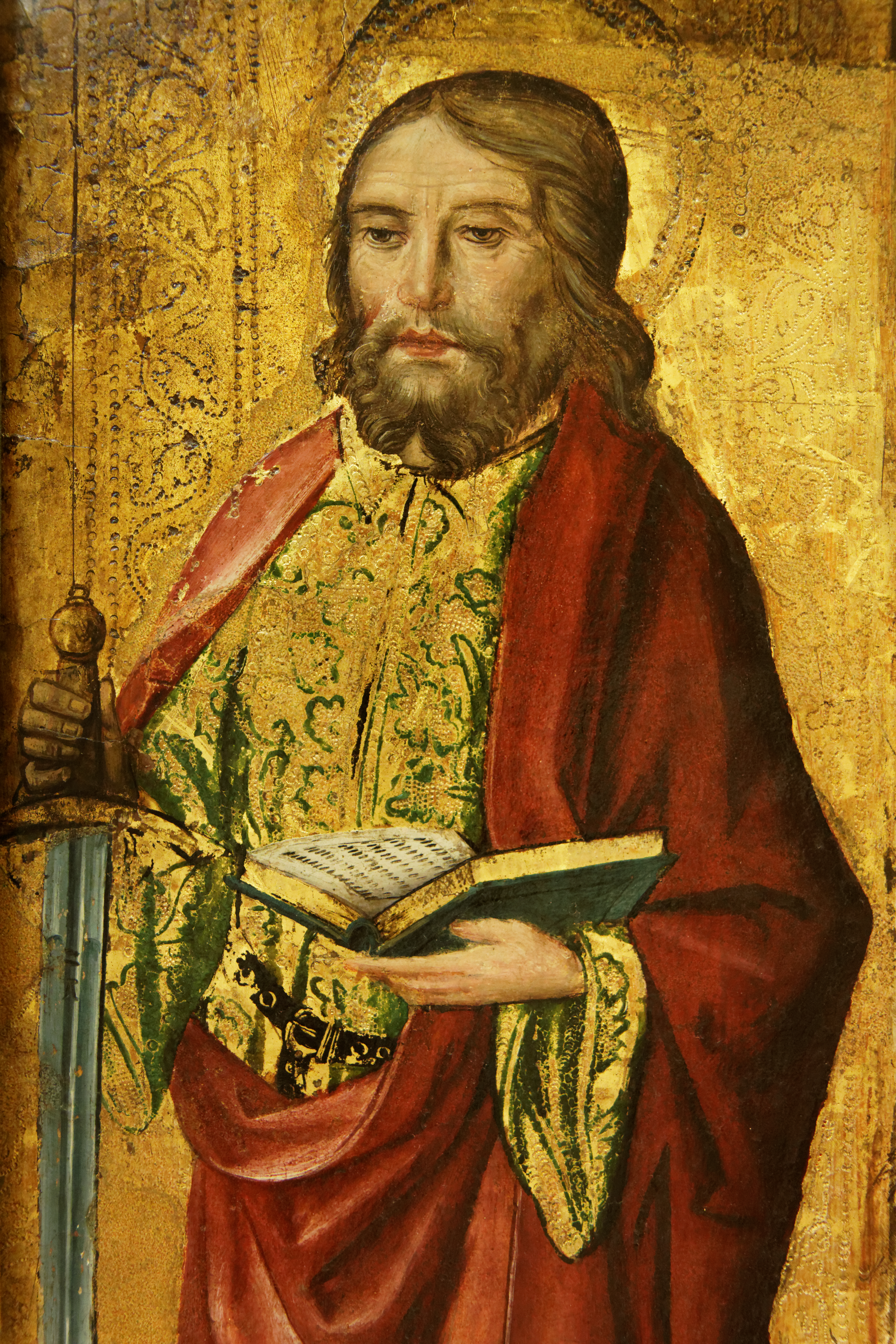
Tông đồ Phaolô người do thái cầm cây kiếm và quyển sách

- Đức mẹ Maria là thân mẫu Chúa Jesus
- Thánh Joseph
- Tông đồ Phaolô
- Mary Magdalene
- Martha
- Mary of Bethany
- Lazarus of Bethany
- Thánh Peter
- Gioan Tông đồ
- Gioan Tẩy Giả